# Batemannia armillata
Batemannia armillata är en orkidéart som beskrevs av Heinrich Gustav Reichenbach. Batemannia armillata ingår i släktet Batemannia och familjen orkidéer. Inga underarter finns listade i Catalogue of Life.

## Bildgalleri

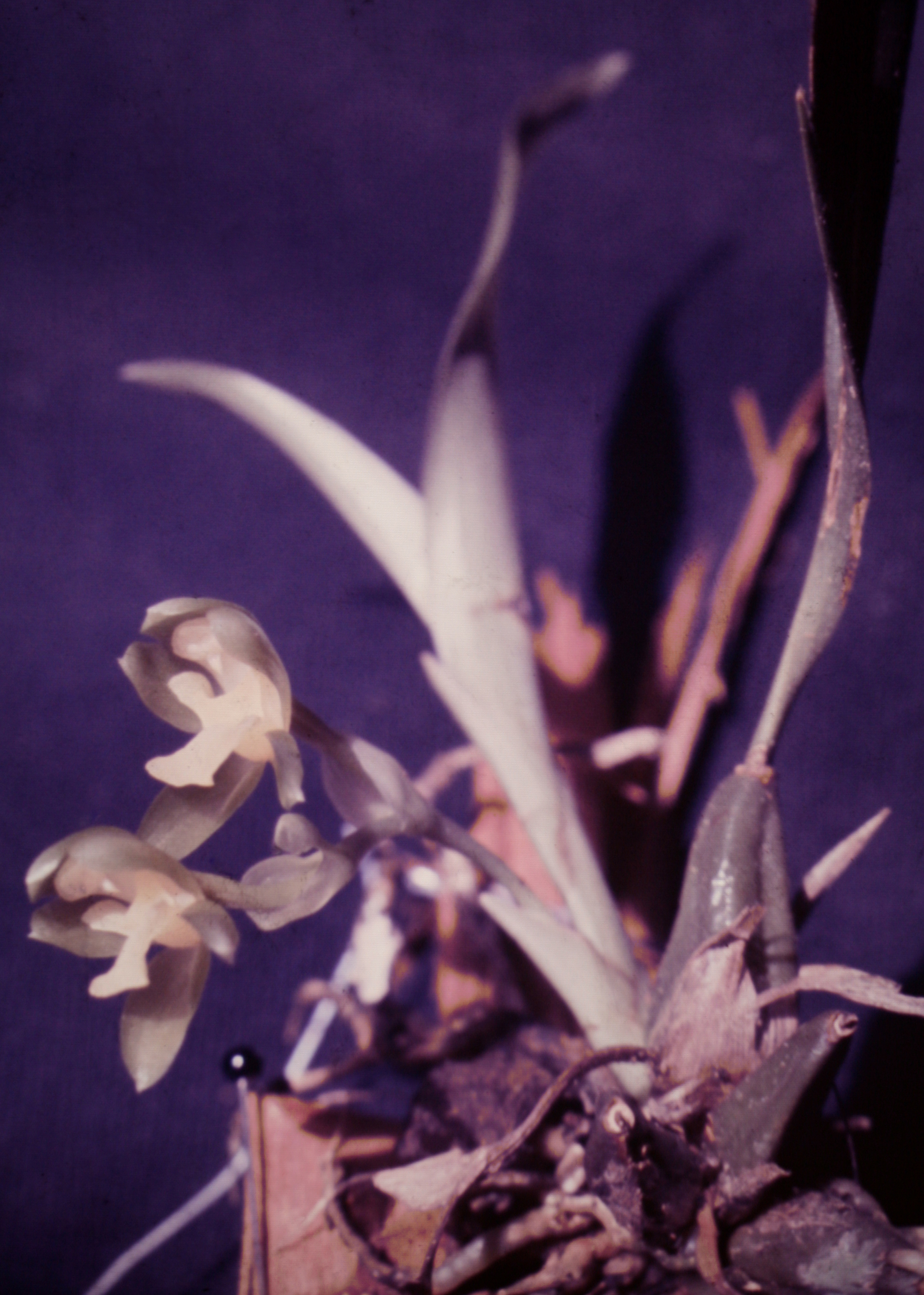
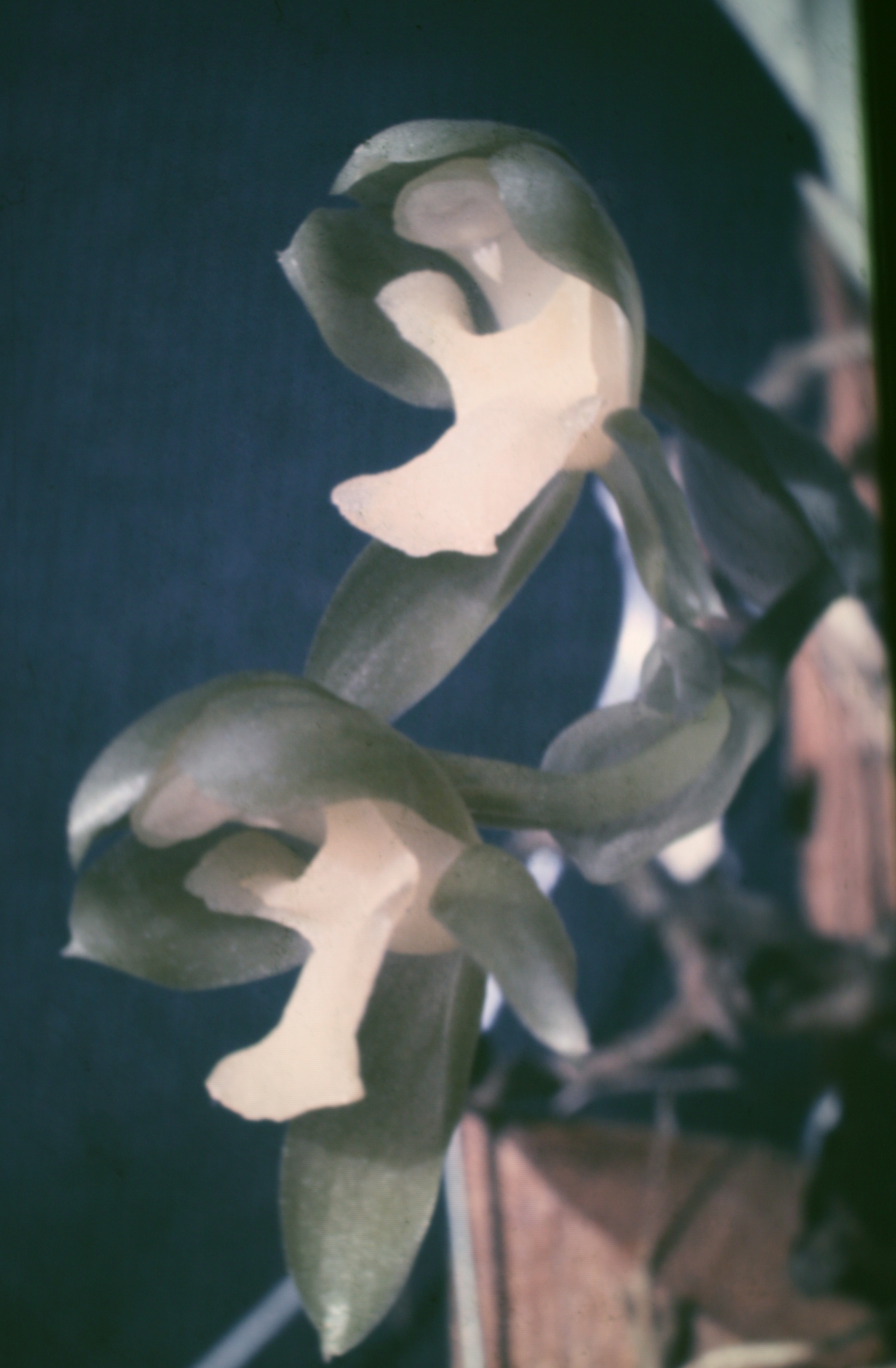
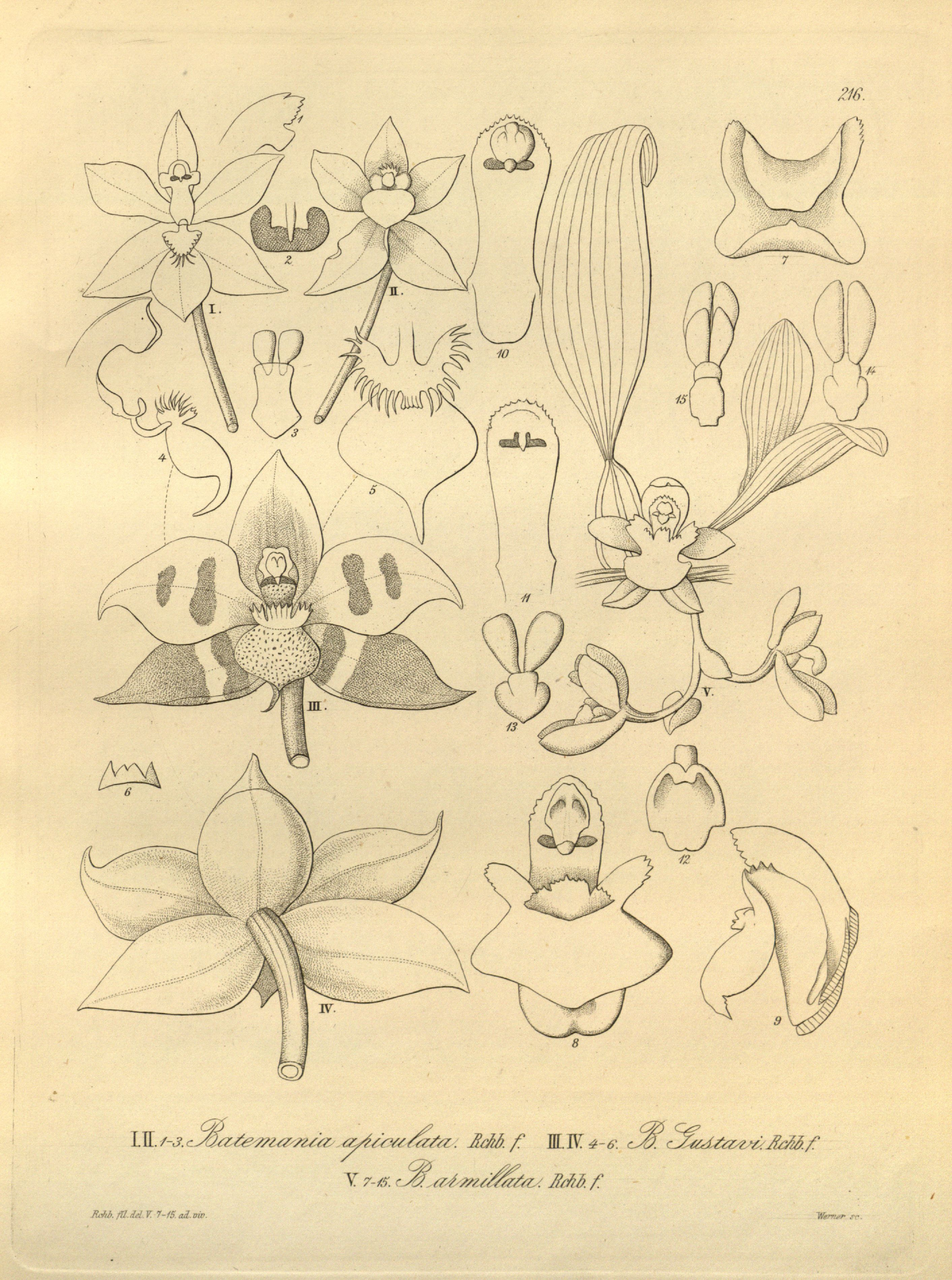